# Soldier's Medal
La Soldier's Medal est une décoration militaire des États-Unis d’Amérique.

## Généralités
Cette décoration est décernée à quelqu’un lorsqu’il a risqué sa vie pour sauver celle d'autrui. La Soldier’s Medal est attribuée en temps de paix pour une action qui aurait justifié l'attribution de la Distinguished Flying Cross en temps de guerre, sur un théâtre d’opération. Dans le cas où la valeur de l'action récompensée aurait sûrement entraîné son éligibilité à la DFC, le récipiendaire voit sa retraite augmentée de 10 %.
Lors de l’attaque du Pentagone, le 11 septembre 2001, l’U.S. Army a décerné un nombre sans précédent de Soldier’s Medal (28) à ses personnels qui ont risqué leur vie pour secourir leurs collègues. De plus, une centaine de ces décorations ont été attribuées pendant l’Opération Enduring Freedom.
On considère que la Soldier’s Medal est l’équivalent de la Navy and Marine Corps Medal dans la Marine, de la Airman's Medal dans l’Air Force et de la Coast Guard Medal pour les garde-côtes.

## Récipiendaires célèbres
- Colin Powell
- Glenn Andreotta (posthume)
- Hugh Thompson, Jr.
- Lawrence Colburn

## Sources
- (en) Cet article est partiellement ou en totalité issu de l’article de Wikipédia en anglais intitulé « Soldier's Medal » (voir la liste des auteurs)., l'article en vigueur actuellement étant le suivant